# Тијаго Сплитер
Тијаго Сплитер (порт. Tiago Splitter; Жоинвиле, 1. јануар 1985) бразилски кошаркашки тренер и бивши кошаркаш. Играо је на позицији центра. Тренутно је тренер Париза.

## Каријера
Са свега 15 година преселио се из родног Бразила у Шпанију. Његов таленат уочили су стручњаци Саски Басконије, али је пре дебија за њих био на позајмицама у екипама Араба Горага и Билбаа.
За Басконију је заиграо од 2003. године и у њиховом дресу је доживео праву афирмацију. Освојио је четири узастопна Суперкупа Шпаније, а 2006. и 2007. је проглашен за МВП-ја Суперкупа. После вишегодишњег поста, Басконија је са Сплитером освојила и две титуле у АЦБ лиги, 2008. и 2010. године. Сплитер је велико признање добио у сезони 2009/10. када је по освајању титуле добио и награду за најкориснијег играча АЦБ лиге, уз индекс корисности од 21,2 поена и просека од 15,5 поена по мечу.
У лето 2010. одлази у НБА лигу и потписује за Сан Антонио спарсе који су га и драфтовали три године раније. Са њима је провео наредних пет сезона (током локаута 2011. кратко је био у Валенсији) и освојио НБА шампионат у сезони 2013/14. У јулу 2015. мењан је у Атланта хоксе.

## Успеси

### Клупски
- Саски Басконија:
  - Првенство Шпаније (2): 2007/08, 2009/10.
  - Куп Шпаније (3): 2004, 2006, 2009.
  - Суперкуп Шпаније (4): 2005, 2006, 2007, 2008.

- Сан Антонио спарси:
  - НБА лига (1): 2013/14.

### Појединачни
- Идеални тим Евролиге - прва постава (1): 2007/08.
- Идеални тим Евролиге - друга постава (2): 2008/09, 2009/10.
- Најкориснији играч Првенства Шпаније (1): 2009/10.
- Најкориснији играч финала Првенства Шпаније (1): 2009/10.
- Најкориснији играч Суперкупа Шпаније (2): 2006, 2007.

### Репрезентативни
- Америчко првенство:  2005, 2009,  2011.